# Casal dels Fontanella
El Casal dels Fontanella és una obra d'Olot (Garrotxa) protegida com a bé cultural d'interès local(BCIL).

## Descripció
És un casal senyorial sobre un primer edifici del segle xv. Reformat posteriorment, la seva traça actual es presenta segons les darreres reformes del segle xviii. A la planta soterrani i planta baixa es conserva part de les voltes de creuria sobre un pilar central. A la façana, sobre una planta baixa amb carreus de pedra, es formalitza una composició simètrica amb eixos verticals per les tres obertures. Es visualitzen les decoracions amb formes geomètriques d'estil classicista al voltant de les obertures principals. El ferrer Joan Fontanella comprà l'edifici el 1491 i és la casa natal del jurisconsult Joan Pere Fontanella, que nasqué el 1575.